# Agustín Tovar Aguilar
Agustín Tovar y Aguilar (Puno, 1852-Lima, 1915) fue un ingeniero y político peruano. Senador de la República por Puno, presidió su cámara durante la legislatura de 1911. Fue también Ministro de Fomento (1900-1901), Ministro de Guerra (1901), Ministro de Gobierno y Presidente del Consejo de Ministros (1907).

## Biografía

### Inicios
Hijo del puneño Lorenzo Tovar y Agustina Aguilar. Tenía siete años de edad cuando quedó huérfano de padre. Además del castellano, dominaba los idiomas quechua y aimara. Estudió en la Escuela Nacional de Ingenieros, de donde se recibió de ingeniero civil. Para perfeccionarse, viajó a los Estados Unidos, donde se instruyó en agronomía. De regreso al Perú, se estableció en Puno, dedicándose al comercio.
Se convirtió en uno de los hombres más acaudalados del Perú, siendo dueño de importantes propiedades en Puno, Junín y Lima. Políticamente, militó en el Partido Civil, el partido de la oligarquía, del cual fue uno de sus más importantes líderes.

### Carrera política
En 1883, fue diputado por Puno ante la Asamblea de Arequipa, reunida durante el gobierno de Lizardo Montero, en plena conflicto con Chile. En 1885, fue alcalde de Puno. Fue reelecto diputado nacional por la provincia de Puno entre 1889 y 1891. Formó parte de la minoría combativa que se opuso a la ratificación del Contrato Grace que llevaba adelante el gobierno de Andrés A. Cáceres, acabando por ser expulsado del parlamento junto con el resto de sus colegas opositores. En 1892, retornó al Congreso como senador por Puno hasta 1893. En 1895, volvió a ser electo senador por Puno y se mantendría en dicho cargo hasta 1918.
Fue Ministro de Fomento durante la Presidencia Constitucional del ingeniero Eduardo López de Romaña, formando parte del gabinete ministerial presidido por Domingo Almenara Butler, de 2 de octubre de 1900 a 19 de marzo de 1901. Promovió, impulsó y sustentó la creación de la Escuela Nacional de Agricultura y Veterinaria en 1902, hoy Universidad Nacional Agraria La Molina. Por renuncia del ministro de Guerra, coronel Pedro Portillo, pasó a encargarse de dicho portafolio, de 19 de marzo a 9 de septiembre de 1901.
Se hallaba en el Cuzco cuando el primer gobierno de José Pardo, lo convocó para asumir el cargo de  Ministro de Gobierno y Policía, en reemplazo de Hernán Velarde, que había renunciado por motivo de su nombramiento como fiscal de la Corte Superior. El 11 de mayo de 1907, juró dicho cargo. El 1 de agosto del mismo año, asumió la presidencia del Consejo de Ministros, conservando el portafolio de Gobierno. Conformaban su gabinete: Solón Polo (Relaciones Exteriores), Carlos Washburn (Justicia e Instrucción), Pedro E. Muñiz (Guerra y Marina), Germán Schreiber (Hacienda) y Delfín Vidalón (Fomento). A principios de octubre acudió a la Cámara de Diputados para absolver una interpelación, por motivo de la acusación que pesaba sobre el prefecto de Puno, de defraudación del dinero público y usurpación de propiedad. Tovar, que no era muy dotado en recursos oratorios, llegó a decir que «las juntas departamentales marchaban al garete». Esto motivó que el diputado demócrata M. Lino Cornejo, presentara el 7 de octubre una moción rechazando las declaraciones de Tovar referentes a las Juntas Departamentales, moción que fue aprobada sin debate. Al día siguiente, Tovar renunció a su cargo de ministro. Su sucesor fue el diputado Germán Arenas, en un gabinete que mantuvo al personal del ministerio anterior y cuya presidencia recayó en el ministro Washburn.
En 1911 formó parte de la directiva del Partido Civil. Ese mismo año presidió el Senado, durante los turbulentos días del primer gobierno de Augusto B. Leguía. Fue presidente de la Sociedad de Beneficencia Pública de Lima.
Forzado a residir en Lima debido a sus cargos públicos, adquirió la casa solariega conocida como Casa de Piedra, situada en la esquina de las antiguas calles Piedra y La Palma. Esta propiedad había pertenecido originalmente a los condes de Fuente González y de Villar de Fuentes, y posteriormente a la familia Ortiz de Villate. Entre 1865 y 1869, los altos de la casa albergaron al Club Nacional. En 1936, la sucesión de Agustín Tovar vendió la propiedad a Manuel Fernando Barbieri Sprinborn, motivo por el cual hoy se la conoce como Casa Barbieri.